# Лача
Ла̀ча (Лаче) (на руски: озеро Лача) е голямо сладководно езеро в Европейската част на Русия, Архангелска област. С площ от 334 km² е най-голямото езеро в Архангелска област и 35-о по големина в Русия.
Езерото е разположено в северната част на Източноевропейската равнина, в югозападната част на Архангелска област, на 118 m н.в.
Езерото е с ледников произход, като е възникнало на мястото на приледников водоем в пределите на югоизточните склонове на Балтийския щит. То е удължено в меридионално направление и наподобява леко изпъкнала на запад елипса, с дължина 32,5 km и ширина 13,9 km. Обкръжено е от равнина, плавно повишаваща се на юг, запад и изток, голяма част от която е заета от гори и блата. Устията на множество от вливащите се в него реки образуват малки делти, с множество ръкави, заливчета и пясъчни коси. Очертанията на бреговата линия са меки и плавни. Само от двете страни на устието на река Свид има навлизащи в езерото на няколко километра брегови валове, а зад тях два малки залива (губи) – Ковжинска и Ухтска, които през по-сухи лета изцяло пресъхват. Западния бряг на езерото е нисък и силно заблатен, а източния е по-висок и сух. В по-голямата си част по бреговете има пясъчни плажове, а тук-таме бреговете са каменисти и чакълести. Северната част на езерото Лача е по-плитка от южната. Средната му дълбочина е 1,6 m, максимална – 5,4 m и обем 0,54 km3. В него има плитчини, една от които го пресича от север на юг, като на някои места при маловодие излиза и на повърхността. Дъното е покрито с тъмно сива, със зелен оттенък тиня и само в близост до източните брегове дъното е пясъчно или каменисто, където има по-ясно изразена ерозия.
Водосборният басейн на езерото Лача е 12 600 km2. По-голямата част от него се простира на територията на Вологодска област, а останалата – на територията на Архангелска област. В езерото се вливат 12 реки, най-големи от които са: Свид (64 km, 56% от общия приток на речна вода в езерото), изтичаща от езерото Воже и вливаща се в Лача от юг, Ковжа (108 km, 8,9%) – от югоизток, Льокша (73 km, 8,8%) – от северозапад, Тихманга (84 km) – от запад, Ухта (84 km) – от югозапад и др. От северния ъгъл на езерото, на 3 km южно от град Каргопол изтича река Онега, вливаща се в Бяло море. Лача се характеризира с голяма проточност, като годишно водата в него се подменя цялостно 7 пъти.
Подхранването на езерото Лача е смесено, като преобладава снежното. Нивото на водата му зависи от режима на вливащите се в него реки. Многогодишната амплитуда в колебанията на водното равнище се изменя от 0,8 до 2,7 m. През пролетта силно се разлива, наводнява крайбрежните райони до 500 – 600 m на североизток и до 800 m на запад и повишава нивото си с 2 m и повече. През отделни години по време на интензивни валежи през лятото нивото може да стане по-високо от пролетното. Количеството вода изтичаща от езерото силно се колебае. В многоводни години през пролетта оттока на вода в река Онега става нерегулиран и езерото се „удължава“ далеч на север по течението на реката, тъй като наклонът на течението ѝ е много малък.
Езерото Лача замръзва обикновено в последната декада на октомври и заледяването продължава от 157 до 209 дни. При рязко застудяване и без вятър то замръзва за едно денонощие, а при по-топло време и с повече вятър продължава 1 – 2 седмици. Първите признаци за размразяване се появяват в началото на април, а към края на месеца ледената покривка напълно се разрушава. През лятото поради малката му дълбочина водата се нагрява еднакво навсякъде. Водата му е мътна, с голямо съдържание на органични вещества, а цветът и е зеленикав поради значителната заблатеност във водосборния му басейн.
През последните години, във връзка с антропогенното му замърсяване се забелязва повишено съдържание на биогенни вещества и преди всичко фосфор.
Езерото е богато на риба и е главния (около 30%) сладководен водоем в Архангелска област с промишлен улов. Плавателно е за съдове с плитко газене.
На левия бряг на река Онега, на 3 km след изтичането ѝ от езерото е разположен град Каргопол. В близост до бреговете му се намират селата: покрай източния бряг – Еремеевска, Калитинка, Демедовска, Голяма Кондратовска, Меншаковска, Морщихинска и Белая; покрай южния бряг – Село, Харлушино и Шишкино, покрай западния бряг – Песок, Тоболкино, Патровска, Философска, Заполе, Осташевска, Жуковска и Мартаково.